# Marie-Hélène Franjou
Marie-Hélène Franjou, née le 2 novembre 1946 à Issy-les-Moulineaux (Hauts-de-Seine), est une pédiatre française, présidente cofondatrice du GAMS (Groupe de femmes pour l'abolition des mutilations sexuelles) .

## Biographie
En 1964, Marie-Hélène Franjou obtient son bac puis son doctorat de médecine en 1972. En 1967, elle est nommée au concours de l'externat des hôpitaux de Paris. Très tôt, elle décide de partir en Afrique. De 1972 à 1974, elle est médecin chef du service de pédiatrie de l'hôpital de Bangui (Centre-Afrique). En 1975 elle devient spécialiste en pédiatrie  et en 1995 obtient la qualification en santé publique. De 1976 à 1996, elle est médecin coordinatrice des actions de PMI (Protection maternelle et infantile) dans les Yvelines. En 1984, elle devient membre du bureau de l'Association nationale des médecins de Protection Maternelle et Infantile  et en est la vice-présidente de 1991 à 1996.
Entre 1996 et 2011, Marie-Hélène Franjou est médecin à l'Aide sociale à l'Enfance dans les Yvelines.
En plus de sa carrière médicale, elle se sensibilise très tôt à la cause des femmes. Elle rejoint de 1974 à 1982 le Mouvement de libération des femmes. Elle s’intéresse surtout aux violences faites aux femmes. Son action la plus connue est la création, avec d'autres adhérentes (comme Luce Sirkis), du GAMS. Elle en est la présidente jusqu'en 2003. Cette association devient la branche française du CI-AF (Comité Inter-Africain affectant la santé des femmes et des enfants), crée en 1984 à Dakar. La caractéristique du GAMS réside dans la nouveauté que l'association apporte. C'est la première association qui se bat contre les  mutilations sexuelles en Europe. 
Depuis 2003, Marie-Hélène Franjou milite au sein de différentes associations féministes : viols-Femmes-Informations ou Encore féministes !
Marie-Hélène Franjou est membre d'honneur du club Zonta Paris-Port-Royal-Concorde. Elle est nommée Chevalière de l'ordre national du Mérite le 30 avril 2002.
Les archives de Marie-Hélène Franjou sont conservées à l'université d'Angers qui en est propriétaire, au Centre des archives du féminisme (BU Angers) en 2012.

## Ouvrages
- Marie-Hélène Franjou, Isabelle Gilette, Femmes assises sous le couteau // Manuel destiné à l'animation de réunions ayant pour thème la prévention des mutilations génitales féminines, Paris, édition GAMS, 1995
- Les mauvais traitements à l'égard des mineurs, in Droit de l'enfance et de la famille, no 30 (1990/2).

## Distinctions
- 2002 :  Chevalière de l'ordre national du Mérite[réf. nécessaire]
- 2022 :  Chevalière de la Légion d'honneur[8]